# Čuchlomskij rajon
Il Čuchlomskij rajon (in russo Чухломский район?) è un rajon dell'Oblast' di Kostroma, nella Russia europea; il capoluogo è Čuchloma. Istituito nel 1963, ricopre una superficie di 3.660 chilometri quadrati e nel 2010 ospitava una popolazione di circa 12.500 abitanti.